# Vicariat apostolique d'Esmeraldas
Le vicariat apostolique d'Esmeraldas (en latin : Vicariatus Apostolicus Esmeraldensis ; en espagnol : Vicariato apostólico de Esmeraldas) est un vicariat apostolique de l'Église catholique en Équateur directement soumis au Saint-Siège.

## Territoire
Son territoire d'une superficie de 15 260 km2 divisé en 26 paroisses s'étend sur toute la province d'Esmeraldas. 

## Histoire
La préfecture apostolique d'Esmeraldas est érigée le 14 décembre 1945 par la bulle Ad dominicum gregem du pape Pie XII en prenant sur le territoire du diocèse de Portoviejo (aujourd'hui archidiocèse de Portoviejo).
Le 14 novembre 1957, le même pape élève la préfecture apostolique au rang de vicariat apostolique par la bulle Solet Apostolica.

## Préfet et vicaires
- Hieroteo Valbuena Álvarez, O.C.D (1946-1954)
  - Sede vacante (1954-1957)
- Angelo Barbisotti, M.C.C.I (1957-1972)
- Enrico Bartolucci Panaroni, M.C.C.I (1973-1995)
- Eugenio Arellano Fernández, M.C.C.I (1995-2021)
- Antonio Crameri, S.S.C (2021- )